# Universidad de Geociencias de China (Pekín)
La Universidad de Geociencias de China (Pekín), abreviada como CUGB, es una universidad pública en China. Es una universidad nacional clave en el país y está bajo la administración directa del Ministerio de Educación de China. También mantiene una colaboración con el Ministerio de Recursos Naturales. Comparte una historia común con la Universidad de Geociencias de China en Wuhan hasta 2005, cuando se convirtió en una entidad separada.

## La Universidad
En la actualidad, la CUGB cuenta con 16 escuelas que ofrecen 56 programas de pregrado, 34 programas de maestría y 16 programas de doctorado. La universidad cuenta con aproximadamente 17,000 estudiantes a tiempo completo, incluyendo 8,000 estudiantes de pregrado, 6,500 estudiantes de maestría y 2,000 estudiantes de doctorado. La universidad se enfoca principalmente en los campos de geología, recursos naturales y estudios ambientales, pero también ofrece programas que abarcan diversas disciplinas como matemáticas aplicadas, ciencias de la computación, sistemas de información geográfica, ingeniería mecánica, ingeniería civil, educación, psicología, administración de empresas, economía, contabilidad, diseño de productos y derecho.

## Historia
La CUGB fue establecida en 1952 como el Instituto de Geología de Pekín. Se trasladó a Wuhan en la década de 1970 y pasó a llamarse Colegio de Geología de Hubei. El antiguo campus en Pekín se convirtió en una escuela de posgrado afiliada en 1978. El Colegio de Geología de Hubei cambió su nombre a Universidad de Geociencias de China (abreviada como CUG) en 1987, y en 2005, la escuela de posgrado se convirtió en una entidad separada, que es la actual CUGB. El campus actual de CUGB se encuentra en el distrito de Haidian en Pekín, abarcando 130 acres. Un nuevo campus de aproximadamente 263 acres de CUGB está en construcción en Xiong'an y se espera que se complete a fines de 2025. La universidad opera estaciones para entrenamientos de geología de campo en Zhoukoudian, Beidaihe y Pingquan.